# Острецово
Острецо́во (рос. Острецово) — присілок у складі Міжріченського району Вологодської області, Росія. Входить до складу Старосільського сільського поселення.

## Населення
Населення — 55 осіб (2010; 85 у 2002).
Національний склад (станом на 2002 рік):
- росіяни — 96 %